# وزارة أحمد نظيف الثانية
وزارة أحمد نظيف الثانية هي الوزارة الخامسة عشر بعد المائة في تاريخ مصر وشكلها الحزب الوطني عام 2005 برئاسة أحمد نظيف عقب انتهاء انتخابات الرئاسة عام 2005, والتي أعاد تكليفها الرئيس مبارك في ديسمبر 2005.
صدر قرار تشكيل الوزارة في 30 ديسمبر 2005، وأدت الوزارة اليمين الدستورية في 31 ديسمبر 2005.
استمرت الوزارة حتى قيام ثورة 25 يناير التي أدت إلى تقديم الوزارة استقالتها في 29 يناير 2011 إلى الرئيس محمد حسني مبارك الذي كلف أحمد شفيق بتشكيل الوزارة الجديدة.

## أعضاء الحكومة
| الوزارة                                   | الوزير                             | تعديلات 27 أغسطس 2006   | تعديلات 3 يناير 2010 |
| ----------------------------------------- | ---------------------------------- | ----------------------- | -------------------- |
| رئيس مجلس الوزراء                         | أحمد نظيف                          |                         |                      |
| الدفاع والإنتاج الحربي                    | محمد حسين طنطاوي                   |                         |                      |
| الداخلية                                  | حبيب العادلي                       |                         |                      |
| الخارجية                                  | أحمد أبو الغيط                     |                         |                      |
| المالية                                   | يوسف بطرس غالي                     |                         |                      |
| الأوقاف                                   | محمود حمدي زقزوق                   |                         |                      |
| الزراعة واستصلاح الأراضي                  | أمين أباظة                         |                         |                      |
| الطيران المدني                            | أحمد شفيق                          |                         |                      |
| الاتصالات وتكنولوجيا المعلومات            | طارق كامل                          |                         |                      |
| الثقافة                                   | فاروق حسني                         |                         |                      |
| الإعلام                                   | أنس الفقي                          |                         |                      |
| التربية والتعليم                          | يسري الجمل                         |                         | أحمد زكي بدر         |
| التعليم العالي والدولة للبحث العلمي       | هاني هلال                          |                         |                      |
| القوى العاملة والهجرة                     | عائشة عبد الهادي                   |                         |                      |
| التضامن الاجتماعي                         | علي المصيلحي                       |                         |                      |
| السياحة                                   | زهير جرانة                         |                         |                      |
| الموارد المائية والري                     | محمود أبو زيد                      |                         |                      |
| الكهرباء والطاقة                          | حسن يونس                           |                         |                      |
| التجارة والصناعة                          | رشيد محمد رشيد                     |                         |                      |
| التعاون الدولي                            | فايزة أبو النجا                    |                         |                      |
| التخطيط والتنمية المحلية                  | عثمان محمد عثمان                   |                         |                      |
| العدل                                     | محمود أبو الليل                    | ممدوح مرعي              |                      |
| الاستثمار                                 | محمود محيي الدين                   |                         |                      |
| التموين والتجارة الداخلية                 | حسن علي خضر                        |                         |                      |
| النقل                                     | محمد منصور (استقال في أكتوبر 2009) |                         | علاء الدين فهمي      |
| الصحة والسكان                             | حاتم الجبلي                        |                         |                      |
| الإسكان والمرافق والتنمية العمرانية       | أحمد المغربي                       |                         |                      |
| البترول                                   | سامح فهمي                          |                         |                      |
| الدول للإنتاج الحربي                      | سيد مشعل                           |                         |                      |
| الدول لشئون البيئة                        | ماجد جورج                          |                         |                      |
| الدولة للتنمية المحلية                    |                                    | محمد عبد السلام المحجوب |                      |
| الدولة للتنمية الإدارية                   | أحمد درويش                         |                         |                      |
| الدولة للتنمية الاقتصادية                 |                                    | عثمان محمد عثمان        |                      |
| الدولة للشؤون القانونية والمجالس النيابية | مفيد شهاب                          |                         |                      |